# Le Mans 24-timmars 2013
Le Mans 24-timmars 2013 kördes under 22 - 23 juni. Tävlingen vanns av Tom Kristensen, Allan McNish och Loïc Duval i en Audi. Det blev danske Kristensens nionde seger i tävlingen. Glädjen dämpades dock sedan Kristensens landsman Allan Simonsen omkommit efter en krasch redan på tävlingens tredje varv.

## Resultat
Fet stil markerar vinnare i respektive klass.
| Plats                                                  | Klass     | Team                     | Förare                                                 | Bil                      | Varv |
| ------------------------------------------------------ | --------- | ------------------------ | ------------------------------------------------------ | ------------------------ | ---- |
| 1                                                      | LMP1      | Audi Sport Team Joest    | Allan McNish Tom Kristensen Loïc Duval                 | Audi R18 e-tron quattro  | 348  |
| 2                                                      | LMP1      | Toyota Racing            | Anthony Davidson Stéphane Sarrazin Sébastien Buemi     | Toyota TS030 Hybrid      | 347  |
| 3                                                      | LMP1      | Audi Sport Team Joest    | Marc Gené Oliver Jarvis Lucas di Grassi                | Audi R18 e-tron quattro  | 347  |
| 4                                                      | LMP1      | Toyota Racing            | Alexander Wurz Nicolas Lapierre Kazuki Nakajima        | Toyota TS030 Hybrid      | 341  |
| 5                                                      | LMP1      | Audi Sport Team Joest    | André Lotterer Marcel Fässler Benoît Tréluyer          | Audi R18 e-tron quattro  | 338  |
| 6                                                      | LMP1      | Strakka Racing           | Nick Leventis Jonny Kane Danny Watts                   | HPD ARX-03c              | 332  |
| 7                                                      | LMP2      | OAK Racing               | Bertrand Baguette Martin Plowman Ricardo González      | Morgan LMP2- Nissan      | 329  |
| 8                                                      | LMP2      | OAK Racing               | Olivier Pla Alex Brundle David Heinemeier Hansson      | Morgan LMP2- Nissan      | 328  |
| 9                                                      | LMP2      | Greaves Motorsport       | Michael Krumm Jann Mardenborough Lucas Ordóñez         | Zytek Z11SN -Nissan      | 352  |
| 10                                                     | LMP2      | Pecom Racing             | Luís Pérez Companc Pierre Kaffer Nicolas Minassian     | Oreca 03- Nissan         | 325  |
| 11                                                     | LMP1      | Morand Racing            | Natacha Gachnang Franck Mailleux Olivier Lombard       | Morgan LMP2-Judd         | 320  |
| 12                                                     | LMP2      | Murphy Prototypes        | Brendon Hartley Karun Chandhok Mark Patterson          | Oreca 03- Nissan         | 319  |
| 13                                                     | LMP2      | Jota Sport               | Simon Dolan Oliver Turvey Lucas Luhr                   | Zytek Z11SN -Nissan      | 319  |
| 14                                                     | LMP2      | Signatech-Alpine         | Pierre Ragues Nelson Panciatici Tristan Gommendy       | Alpine A450- Nissan      | 317  |
| 15                                                     | LMGTE Pro | Porsche Team Manthey     | Marc Lieb Richard Lietz Romain Dumas                   | Porsche 911 RSR          | 315  |
| 16                                                     | LMGTE Pro | Porsche Team Manthey     | Jörg Bergmeister Timo Bernhard Patrick Pilet           | Porsche 911 RSR          | 315  |
| 17                                                     | LMGTE Pro | Aston Martin Racing      | Darren Turner Peter Dumbreck Stefan Mücke              | Aston Martin Vantage GTE | 314  |
| 18                                                     | LMP2      | Race Performance         | Michel Frey Patric Niederhauser Jeroen Bleekemolen     | Oreca 03-Judd            | 314  |
| 19                                                     | LMGTE Pro | Corvette Racing          | Antonio García Jan Magnussen Jordan Taylor             | Chevrolet Corvette C6.R  | 312  |
| 20                                                     | LMGTE Pro | AF Corse                 | Olivier Beretta Kamui Kobayashi Toni Vilander          | Ferrari 458 GT2          | 312  |
| 21                                                     | LMGTE Pro | AF Corse                 | Gianmaria Bruni Giancarlo Fisichella Matteo Malucelli  | Ferrari 458 GT2          | 311  |
| 22                                                     | LMGTE Pro | Corvette Racing          | Oliver Gavin Richard Westbrook Tommy Milner            | Chevrolet Corvette C6.R  | 309  |
| 23                                                     | LMP2      | Greaves Motorsport       | Alexander Rossi Eric Lux Tom Kimber-Smith              | Zytek Z11SN -Nissan      | 307  |
| 24                                                     | LMGTE Pro | SRT Motorsports          | Marc Goossens Dominik Farnbacher Ryan Dalziel          | SRT Viper GTS-R          | 306  |
| 25                                                     | LMGTE Am  | IMSA Performance Matmut  | Raymond Narac Christophe Bourret Jean-Karl Vernay      | Porsche 911 GT3 RSR      | 306  |
| 26                                                     | LMGTE Am  | AF Corse                 | Pierguiseppe Perazzini Lorenzo Casè Darryl O'Young     | Ferrari 458 GT2          | 305  |
| 27                                                     | LMGTE Am  | AF Corse                 | Jack Gerber Matt Griffin Marco Cioci                   | Ferrari 458 GT2          | 305  |
| 28                                                     | LMGTE Am  | Dempsey Del Piero-Proton | Patrick Dempsey Patrick Long Joe Foster                | Porsche 911 GT3 RSR      | 305  |
| 29                                                     | LMGTE Am  | Larbre Compétition       | Julien Canal Patrick Bornhauser Ricky Taylor           | Chevrolet Corvette C6.R  | 302  |
| 30                                                     | LMGTE Am  | Aston Martin Racing      | Roald Goethe Jamie Campbell-Walter Stuart Hall         | Aston Martin Vantage GTE | 301  |
| 31                                                     | LMGTE Pro | SRT Motorsports          | Tommy Kendall Jonathan Bomarito Kuno Wittmer           | SRT Viper GTS-R          | 301  |
| 32                                                     | LMP2      | Boutsen Ginion Racing    | Thomas Dagoneou Matt Downs Rodin Younessi              | Oreca 03-Nissan          | 300  |
| 33                                                     | LMGTE Am  | IMSA Performance Matmut  | Pascal Gibon Patrice Milesi Wolf Henzler               | Porsche 911 GT3 RSR      | 300  |
| 34                                                     | LMGTE Pro | JMW Motorsport           | Andrea Bertolini Abdulaziz al Faisal Khaled al Qubaisi | Ferrari 458 GT2          | 300  |
| 35                                                     | LMGTE Am  | Proton Competition       | Christian Ried Gianluca Roda Paolo Ruberti             | Porsche 911 GT3 RSR      | 300  |
| 36                                                     | LMGTE Am  | Prospeed Competition     | Emmanuel Collard François Perrodo Sebastien Crubilé    | Porsche 911 GT3 RSR      | 298  |
| 37                                                     | LMGTE Am  | 8 Star Motorsports       | Enzo Potolicchio Rui Águas Jason Bright                | Ferrari 458 GT2          | 294  |
| 38                                                     | LMP2      | DKR Engineering          | Olivier Porta Romain Brandela Stéphane Raffin          | Lola B11/40-Judd         | 280  |
| 39                                                     | LMP1      | Rebellion Racing         | Nicolas Prost Neel Jani Nick Heidfeld                  | Lola B12/60-Toyota       | 275  |
| 40                                                     | LMP1      | Rebellion Racing         | Mathias Beche Andrea Belicchi Franky Cheng             | Lola B12/60-Toyota       | 275  |
| 41                                                     | LMGTE Am  | Larbre Compétition       | Cooper MacNeil Manuel Rodrigues Philippe Dumas         | Chevrolet Corvette C6.R  | 268  |
| Ej klassificerade (NC) – < 70% av tävlingen (244 varv) |           |                          |                                                        |                          |      |
| 42                                                     | LMP2      | Level 5 Motorsports      | Scott Tucker Marino Franchitti Ryan Briscoe            | HPD ARX-03b              | 242  |
| Bröt tävlingen (DNF)                                   |           |                          |                                                        |                          |      |
| 43                                                     | LMP2      | Thiriet by TDS Racing    | Pierre Thiriet Ludovic Badey Maxime Martin             | Oreca 03-Nissan          | 310  |
| 44                                                     | LMGTE Pro | Aston Martin Racing      | Bruno Senna Frédéric Makowiecki Rob Bell               | Aston Martin Vantage GTE | 248  |
| 45                                                     | LMP2      | OAK Racing               | Jacques Nicolet Jean-Marc Merlin Philippe Mondolot     | Morgan LMP2-Nissan       | 246  |
| 46                                                     | LMP2      | KCMG                     | Alexandre Imperatori Matt Howson Ho-Pin Tung           | Morgan LMP2-Nissan       | 241  |
| 47                                                     | LMGTE Pro | Aston Martin Racing      | Paul Dalla Lana Bill Auberlen Pedro Lamy               | Aston Martin Vantage GTE | 221  |
| 48                                                     | LMP2      | Lotus                    | Thomas Holzer Dominik Kraihamer Jan Charouz            | Lotus T128- Praga        | 219  |
| 49                                                     | LMP2      | HVM Status GP            | Johnny Mowlem Tony Burgess Jonathan Hirschi            | Lola B12/80-Judd         | 153  |
| 50                                                     | LMGTE Am  | AF Corse                 | Yannick Mallégol Jean-Marc Bachelier Howard Blank      | Ferrari 458 GT2          | 147  |
| 51                                                     | LMGTE Am  | Krohn Racing             | Tracy Krohn Niclas Jönsson Maurizio Mediani            | Ferrari 458 GT2          | 111  |
| 52                                                     | LMP2      | Delta-ADR                | Tor Graves Archie Hamilton Shinji Nakano               | Oreca 03-Nissan          | 101  |
| 53                                                     | LMP2      | Gulf Racing Middle East  | Fabien Giroix Philippe Haezebrouck Keiko Ihara         | Lola B12/80-Nissan       | 22   |
| 54                                                     | LMP2      | Lotus                    | Kevin Weeda James Rossiter Christophe Bouchut          | Lotus T128- Praga        | 17   |
| 55                                                     | LMGTE Am  | Aston Martin Racing      | Allan Simonsen Kristian Poulsen Christoffer Nygaard    | Aston Martin Vantage GTE | 2    |
| Diskvalificerade (EX)                                  |           |                          |                                                        |                          |      |
| -                                                      | LMP2      | G-Drive Racing           | Roman Rusinov John Martin Mike Conway                  | Oreca 03-Nissan          | -    |